# Ponticola bathybius
Ponticola bathybius – gatunek ryby z rodziny babkowatych (Gobiidae). Endemit Morza Kaspijskiego, gdzie jest największą spośród występujących tam babek, osiągając do 31,5 cm długości całkowitej. Prowadzi przydenny tryb życia. Większe okazy żywią się głównie innymi rybami, mniejsze bezkręgowcami. Zdarzają się przypadki kanibalizmu. Gatunek słabo poznany. Niewiele wiadomo na temat jego ekologii, cyklu życia, zmienności morfologicznej i struktury populacji.

## Systematyka
P. bathybius po raz pierwszy opisał Karl Kessler w 1877 jako Gobius bathybius. Holotyp pochodził z azerskiej wyspy Səngi Muğan na Morzu Kaspijskim, na południe od Baku, z głębokości około 230 m. Początkowo umiejscowiony przez Kesslera w rodzaju Gobius, następnie w rodzaju Neogobius w 1949 przez Berga. W 2004 Pinchuk i inni umieścili go w monotypowym rodzaju Chasar (wcześniej wymienianym także jako podrodzaj Gobius, podrodzaj Neogobius, ostatecznie jako synonim Neogobius), mimo że wielu innych ichtiologów nadal przypisywało rybę do rodzaju Neogobius. Aktualnie (2018) zaklasyfikowany do rodzaju Ponticola, po raz pierwszy w 2009 przez Neilsona i Stepnia.

## Występowanie
Ryby z rodzaju Ponticola są endemiczne dla regionu pontokaspijskiego. P. bathybius naturalnie występuje tylko w Morzu Kaspijskim. Introdukowana do Jeziora Aralskiego. Bytuje w wodzie słonej i słonawej, zazwyczaj przy piaszczystym lub pokrytym muszlami dnie (przydenny tryb życia jest właściwy dla całego podrzędu babkowców), na głębokości do 75 m (według innych źródeł do 198 m). Gatunek miejscami bardzo liczny. Sprzyjającą okolicznością jest spadek liczebności niektórych drapieżników, m.in. ryb jesiotrowatych.

## Morfologia
Jest największą babką w Morzu Kaspijskim. Osiąga do 31,5 cm długości całkowitej. Badania przeprowadzone w latach 2011–2012 na 211 osobnikach w wieku powyżej 5 lat ze środkowego, irańskiego wybrzeża wykazały średni rozmiar P. bathybius 24,2±1,6 cm i średnią wagę 156±48 g. Szare i stosunkowo jednolite kolorystycznie ciało ma smuklejsze niż inne babkowate. Ma dwie oddzielne płetwy grzbietowe. Niewiele wiadomo na temat zmienności morfologicznej między populacjami. Jednak obserwacje przeprowadzone w 2014 na 185 oraz w 2018 na 290 osobnikach z trzech lokalizacji na irańskim wybrzeżu wykazały znaczne różnice w budowie między poszczególnymi grupami. Jest to wynikiem specjacji radiacyjnej warunkowanej wieloma czynnikami, wśród których najistotniejsze są różnice w zasoleniu, temperaturze, rodzaju materiału budującego dno, dostępności pożywienia. Strzałka u P. bathybius jest prostokątna i gruba, co różni ją m.in. od innych babek występujących w Morzu Kaspijskim, np. Neogobius caspius, u której jest względnie okrągła i cienka, i P. gorlap, u której ma wydłużony kształt i jest gruba. Są to ryby mało ruchliwe, co jest cechą charakterystyczną dla całej rodziny babkowatych.

## Odżywianie
Dieta tych ryb jest zróżnicowana. Dla większych okazów babki głównym pożywieniem są inne ryby, m.in. – babka śniadogłowa (Neogobius melanostomus), babka rzeczna (Neogobius fluviatilis), Neogobius pallasi, Neogobius caspius, ateryna Boyera (Atherina boyeri), babka gwiaździsta (Benthophilus stellatus), ciernik (Gasterosteus aculeatus), karaś srebrzysty (Carassius gibelio), śledziowate z rodzaju Clupeonella, karpiowate z rodzaju Rutilus, mugilowate z rodzaju Liza. Obserwacje na przełomie lat 2011 i 2012 na próbie 211 ryb wykazały obecność babki rzecznej w przewodzie pokarmowym 66% z nich, co stanowiło zdecydowanie największy odsetek wśród wszystkich odnotowanych składników diety. Mniejsze osobniki żywią się głównie bezkręgowcami. Jedzą mięczaki, m.in. sercówki z rodzaju Cardium, stawonogi, m.in. ochotkowate, dziesięcionogi z rodzaju Rhithropanopeus, a także wieloszczety z rodziny nereidów (Nereididae). Preferencje żywieniowe odróżniają tę babkę od innych występujących na tym samym obszarze, m.in. babki łysej (Babka gymnotrachelus), babki śniadogłowej i babki rzecznej, które żywią się głównie bezkręgowcami. Zdarzają się przypadki kanibalizmu, podobnie jak u babki padańskiej (Knipowitschia panizzae) i babki potokowej (Ponticola kessleri).